# Agathosma rosmarinifolia
Agathosma rosmarinifolia är en vinruteväxtart som först beskrevs av Friedrich Gottlieb Bartling, och fick sitt nu gällande namn av I. Williams. Agathosma rosmarinifolia ingår i släktet Agathosma och familjen vinruteväxter. Inga underarter finns listade i Catalogue of Life.